# مباركة (تيران وكرون)
مباركة هي قرية في مقاطعة تيران وكرون، إيران. عدد سكان هذه القرية هو 1,504 في سنة 2006.